# تحديد اتجاه

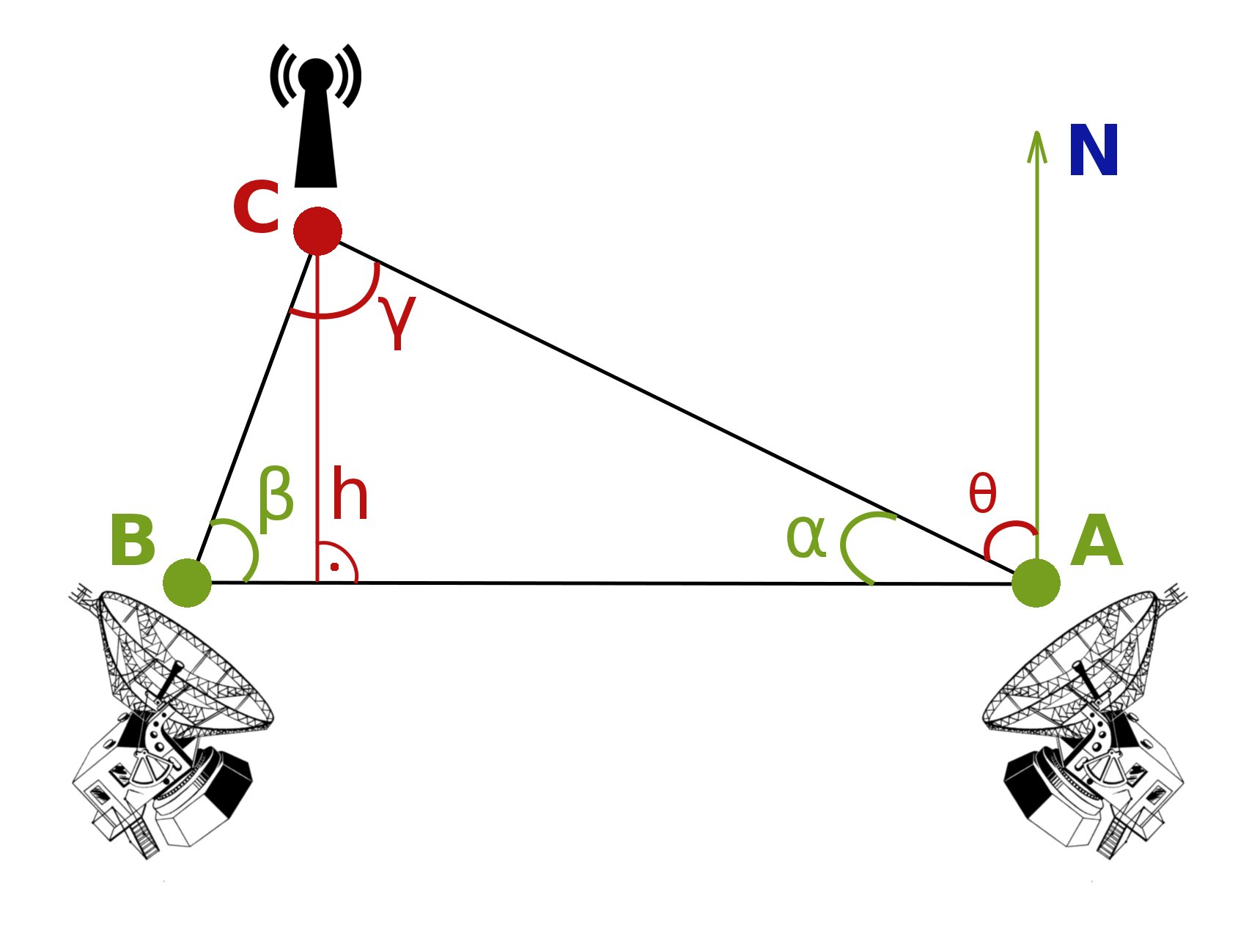
مخطط التثليث الراديوي باستخدام هوائيَي تحديد الاتجاه (A وB)

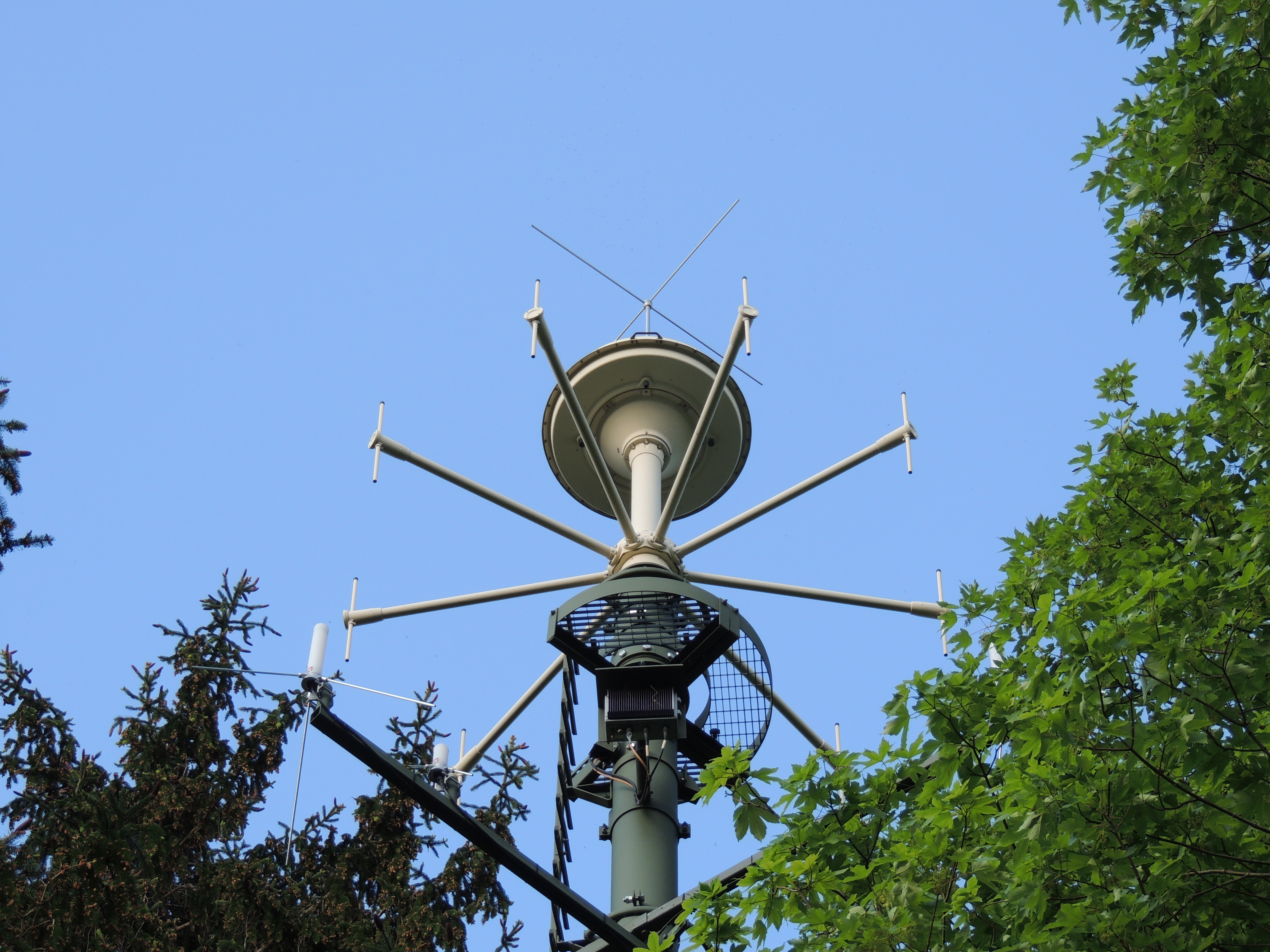
هوائي تحديد الاتجاه بالقرب من مدينة لوسرن بسويسرا

تحديد الاتجاه أو تعيين الاتجاه (بالإنجليزية: Direction finding، تُختصر إلى DF)‏ أو تحديد الاتجاه بموجات الراديو (بالإنجليزية: Radio direction finding، تُختصر إلى RDF)‏ هو استخدام موجات الراديو لتحديد الاتجاه إلى المصدر الراديوي. قد يكون المصدر جهاز إرسال لاسلكي متعاون أو قد يكون مصدرًا غير مقصود، أو مصدرًا راديويًا طبيعي الظهور، أو نظامًا غير شرعي أو معاديًا. يختلف تحديد الاتجاه بموجات الراديو عن الرادار حيث يُحدَّد الاتجاه فقط بواسطة جهاز استقبال واحد؛ عادةً ما يوفر نظام الرادار أيضًا المسافة إلى الجسم محل الاهتمام، بالإضافة إلى الاتجاه. عن طريق التثليث، يمكن تحديد موقع المصدر الراديوي عن طريق قياس اتجاهه من موقعين أو أكثر. يُستخدم تحديد اتجاه الراديو في الملاحة الراديوية بالسفن والطائرات، لتحديد موقع أجهزة إرسال الطوارئ للبحث والإنقاذ، ولتتبع الحياة البرية، وتحديد موقع أجهزة الإرسال غير القانونية أو المتداخلة. خلال الحرب العالمية الثانية، استخدم الجانبان تحديد الاتجاه بموجات الراديو لتحديد موقع الطائرات وسفن السطح والغواصات وتوجيهها.
يمكن استخدام أنظمة تحديد الاتجاه بموجات الراديو مع أي مصدر راديوي، على الرغم من أن الأطوال الموجية الطويلة جدًا (الترددات المنخفضة) تتطلب هوائيات كبيرة جدًا، وتستخدم عمومًا فقط على الأنظمة الأرضية. ومع ذلك، تُستخدم هذه الأطوال الموجية في الملاحة الراديوية البحرية حيث يمكنها السفر لمسافات طويلة جدًا "فوق الأفق"، وهو أمر مفيد للسفن عندما يكون خط البصر بضع عشرات من الكيلومترات فقط. بالنسبة للاستخدام الجوي، حيث قد يمتد الأفق إلى مئات الكيلومترات، يمكن استخدام ترددات أعلى، مما يسمح باستخدام هوائيات أصغر بكثير. كان محدد الاتجاه الأوتوماتي [الإنجليزية]، والذي يمكن موالفته على إشارات الراديو التي تسمى المنارات غير الموجِّهة [الإنجليزية] أو محطات البث الإذاعي التجاري بتضمين السعة، في القرن العشرين سمة من سمات معظم الطائرات، ولكن يُتَخَلَّص منها تدريجيًا.